# Trophy (système de défense)

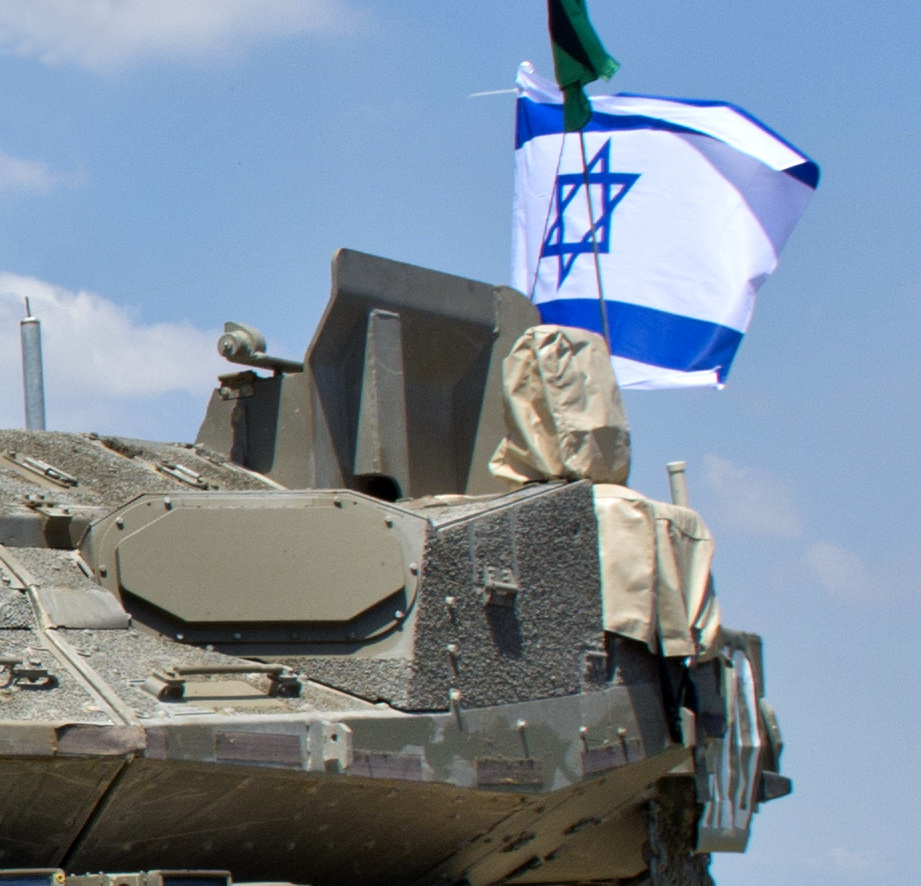
Radar du Trophy et son lanceur couvert

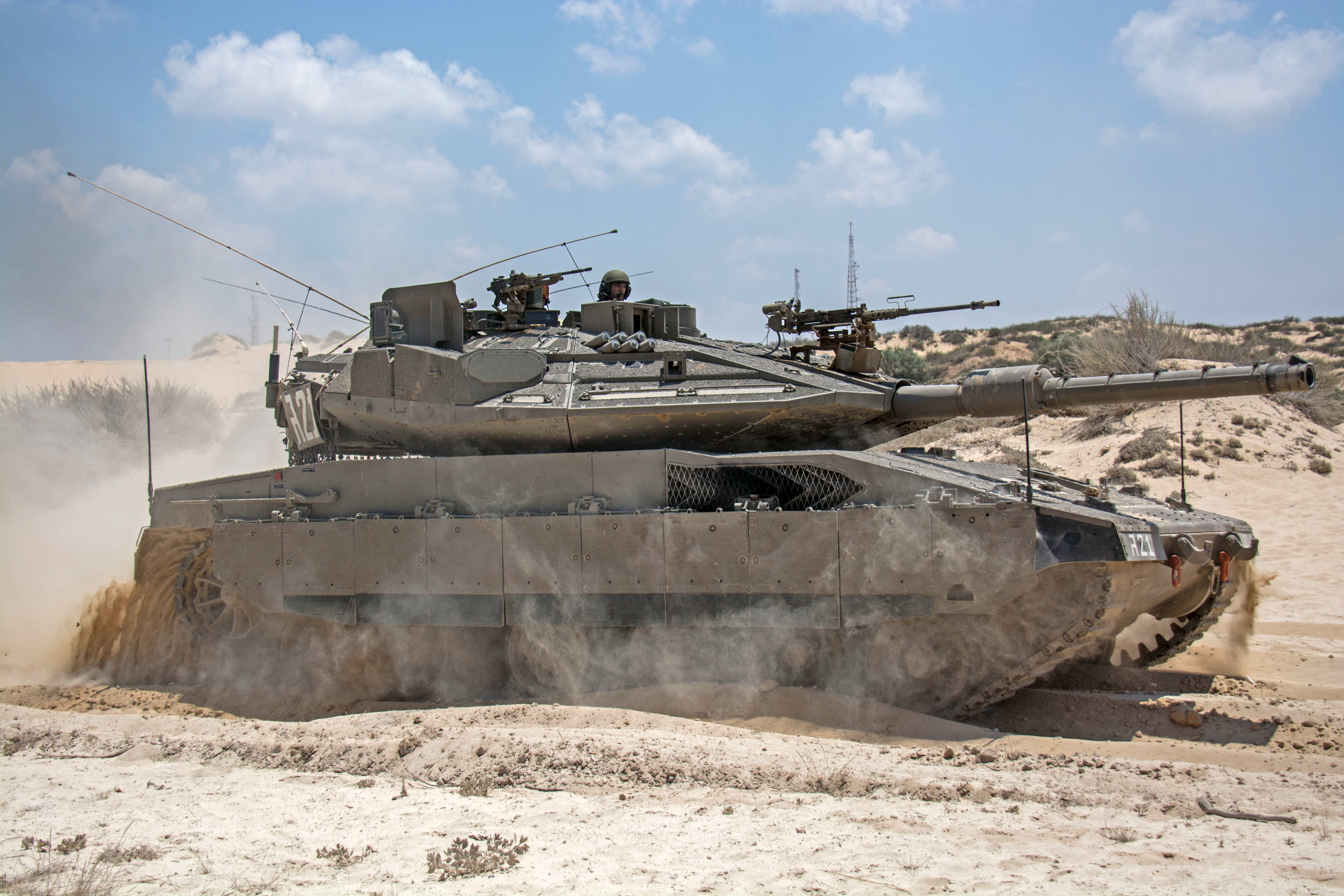
Merkava Mk-4 avec un système Trophy lors de la guerre de Gaza de 2014.

Le Trophy (désignation de l'armée de défense d'Israël מעיל רוח, Meïl Ruah, lit. « coupe-vent ») est un système de protection active (APS) conçu pour protéger les véhicules contre les missiles antichars, les roquettes et les obus. Des projectiles sont lancés sur les menaces pour les détruire avant qu'elles ne touchent le véhicule. Son objectif principal est de compléter le blindage des véhicules de combat blindés légers et lourds. Développé par l'entreprise israélienne Rafael Advanced Defense Systems Ltd., il est en service sur tous les blindés israéliens (Merkava Mark 3, Merkava Mark 4 et Namer), ainsi que sur le char américain Abrams M1A1 / 2, et testé sur les Stryker et Bradley Fighting Vehicle. Trophy protège contre les menaces antichars et permet également d'identifier la position du tireur.

## Conception
La conception du Trophy remonte aux années 1990, mais est accélérée en 2006 à la suite du conflit israélo-libanais de 2006. Les capacités du Hezbollah, équipé par l'Iran, nécessitent une meilleure protection pour Israël.
Le premier contrat de production de Trophy est signé en 2007. La certification de sécurité est accordée en 2010. Les premières livraisons commencent immédiatement après. 

## Fonctionnement
Le système comprend un radar de contrôle de tir Elta EL / M-2133 bande F / G avec quatre antennes à écran plat montées sur le véhicule, avec un champ de vision à 360 degrés. Lorsqu'un projectile est détecté, le calculateur détermine sa trajectoire afin de savoir s'il va toucher sa cible. Si c'est le cas, une petite charge explosive est envoyée en direction du missile, et explose en envoyant une volée de plombs en direction du projectile afin de le détruire en vol. Les charges sont des MEFP (Multiple Explosively Formed Penetrators). Deux lanceurs rotatifs sont installés sur les côtés du véhicule. Le système est conçu pour avoir une très petite zone de destruction afin de ne pas mettre en danger le personnel à proximité du véhicule protégé.[réf. nécessaire]

### Avantages
Le rôle principal de Trophy est la défense contre les frappes de missiles, en particulier pour les véhicules blindés de transport de troupes légers, qui sont très vulnérables aux attaques de roquettes. Depuis 2011, le système a obtenu 100 % de réussite dans tous les événements de combat de faible et de haute intensité, en terrains diversifiés (urbain, ouvert et feuillage). Le système a intercepté une variété de menaces, notamment le 9M133 Kornet, ou le RPG-29. 
L'armée américaine a également signalé un taux de succès très élevé dans ses tests.

### Limites
Le système ne permet pas la défense contre les obus flèche.
La taille et le poids de Trophy sont importants. Il est estimé à environ 2,2 tonnes. Une nouvelle version 40 % plus légère est par la suite développée.

## Utilisateurs

### Allemagne
En février 2021, le ministère israélien de la Défense et le ministère fédéral allemand de la Défense signent un accord de gouvernement à gouvernement pour fournir le système Trophy à l'armée allemande, pour sa flotte de chars Leopard 2. Le 2 novembre 2021, le ministère israélien de la Défense et le ministère fédéral allemand de la Défense annoncent la réussite des essais, menés la semaine précédente. Ils comprennent divers scénarios pour évaluer le système, avec plus de 90 % des attaques contre les chars interceptées, selon le ministère israélien de la Défense, tandis que la source du tir est également détectée avec précision. Les essais marquent l'achèvement de l'installation des systèmes Trophy sur les chars allemands.

### États-Unis
Le système Trophy est évalué avec des tests approfondis sur un véhicule Stryker pour une éventuelle adoption par l'United States Army, ainsi que pour les VBL III canadiens,,. L'armée teste le système Trophy en 2017 et il doit être mis en service dans les deux ans de façon provisoire jusqu'à ce que le programme MAPS soit fonctionnel. Un contrat de 193 millions de dollars pour Trophy est attribué en juin 2018 pour les chars Abrams M1A1/A2. En janvier 2021, les systèmes livrés permettent d'équiper les chars de quatre brigades blindées, soit 400 systèmes.

### Israël
Trophy est en service dans l'armée israélienne depuis au moins 2011. Environ 1 000 systèmes ont été livrés.

### Royaume-Uni
Le 24 juin 2021, le ministère britannique de la Défense et Rafael annoncent que Trophy a été sélectionné pour une évaluation détaillée et une intégration dans le char de combat principal Challenger 3 de la British Army,,.

## Historique des combats

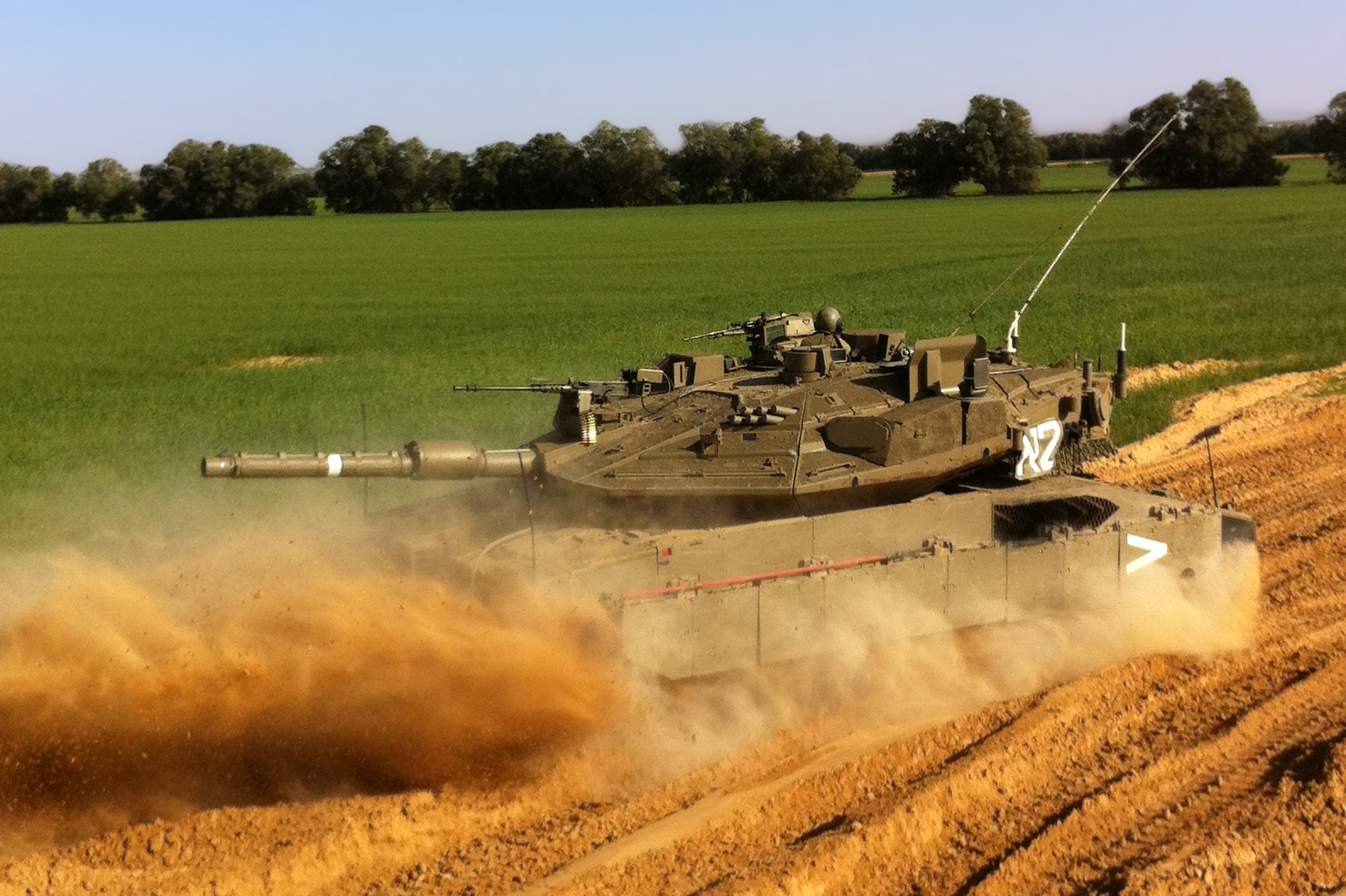
Le char de Tsahal Merkava Mark 4 équipé du système Trophy.

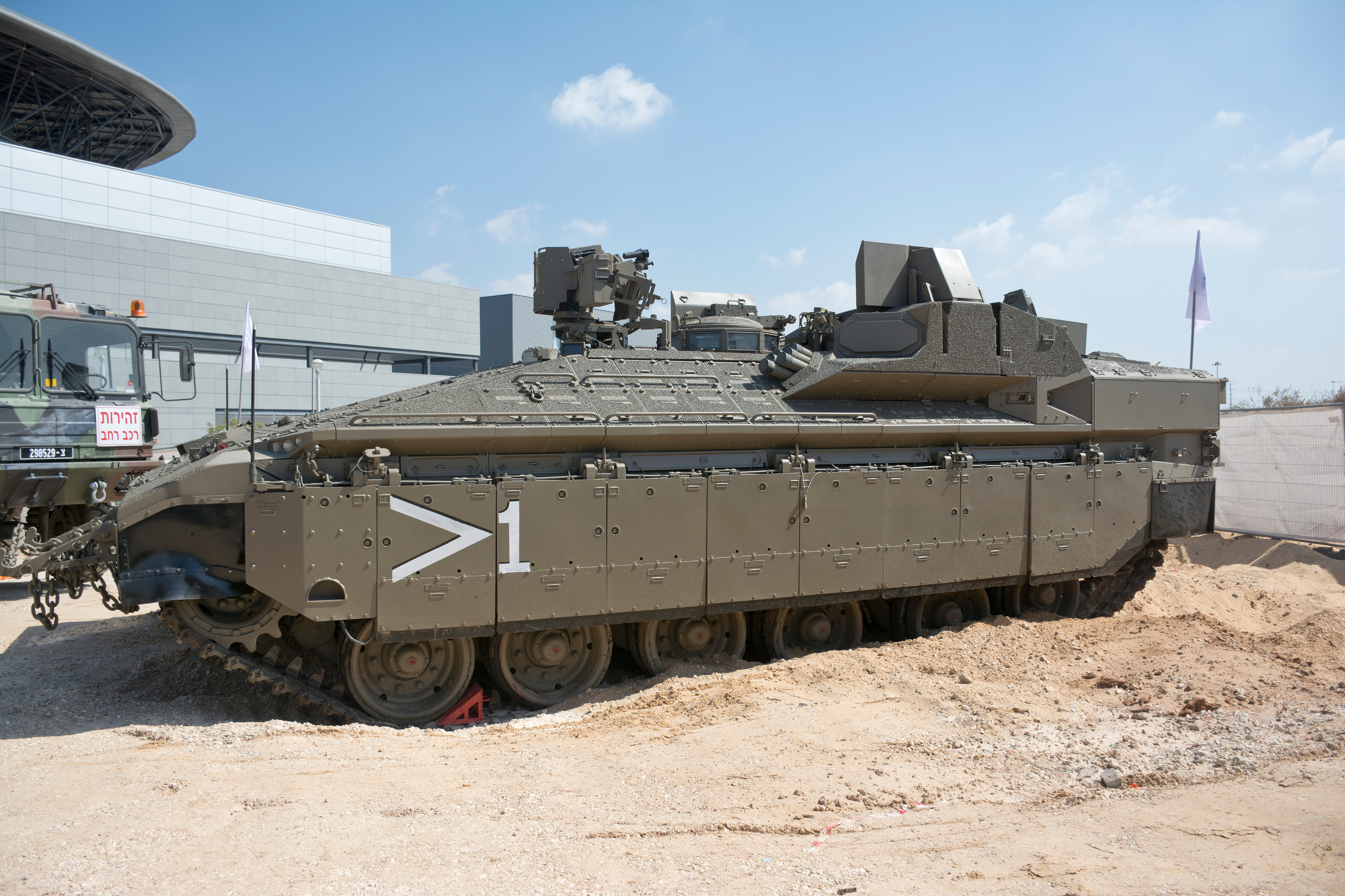
Véhicule du génie Namer équipé du système Trophy.

Le premier succès opérationnel du Trophy a lieu le 1er mars 2011, lorsqu'un Merkava Mark 4 détruit un missile Kornet près de Gaza. Il localise également l'origine du tir et permet au char de riposter.
Plusieurs succès supplémentaires ont lieu les années suivantes.

### OpérationBordure protectrice
Aucun char n'est endommagé pendant l'opération Bordure protectrice, le système Trophy effectuant plus d'une douzaine d'interceptions d'armes antichars, notamment Kornet, Metis et RPG-29. Le système permet également d'identifier la source des tirs et de tuer les tireurs du Hamas.

## Coût
Le système Trophy « Heavy » coûte environ 900 000 $ pour être monté sur un Merkava Mark 4 M.